# ピエール・ド・ロンサール
ピエール・ド・ロンサール（Pierre de Ronsard, 1524年9月11日 - 1585年12月27日）は、ルネサンス期フランスの詩人。プレイヤード派の中心人物であり、「プランス・デ・ポエット（詩王、詩聖、Prince des poètes）」の称号を与えられた。『オード四部集』(1550)、『恋歌集』(1552)等がある。

## 生涯
ロンサールは、ロワール＝エ＝シェール県クチュール＝シュル＝ロワールに近いラ・ポワソニエールの貴族の家で末っ子として生まれた。彼の一族はドナウ川の北のルーマニア一帯の出身だった。ボードゥアン・ド・ロンサールは14世紀前半にフランスへ来て、この地における一族傍系の礎を築いた。ピエールの父はルイ・ド・ロンサールで、母はジャンヌ・ド・ショードリエだった。母は貴族ではなかったが、貴族とは緊密な繋がりがあった。給仕長（Maître d'Hôtel）だったルイは、パヴィアでフランソワ1世が捕虜になった結果、ロンサールが生まれて間もなく旅立つこととなった。
ロンサールは幼年期には家庭で教育を受けたが、12歳の時、パリのコレージュ・ド・ナヴァルへ送られた。彼は中世的な学校の厳格さを快く思っていなかったようである。しかしながら、彼は経験の欠如にもかかわらず王太子フランソワの小姓に列せられ、次いでその弟オルレアン公シャルルに仕えた。マドレーヌ王女がスコットランド王ジェームズ5世と結婚した時には、彼女に付き従い3年間をスコットランドで過ごした。1540年にフランスに帰還すると、再びオルレアン公に仕えた。この職分は、彼に旅行の好機を与えた。彼はフランドルに派遣され、それから改めてスコットランドに派遣された。
程なく、ロンサールの人生において最も重要な仕事に巡りあった。ジャン＝アントワーヌ・ド・バイフの父ラザルの秘書となったのである。ジャン＝アントワーヌは、ロンサールの友人でもあり、後にはプレイヤード派に加わることになる。この時、ロンサールやジャン＝アントワーヌの家庭教師となったのが、ジャン・ドラである。ロンサールはこの時期に同じくベレー＝ランジェー枢機卿の従者にも加えられていた。また、フランソワ・ラブレーとの架空の対話が行われたとされるのもこの時期である。
ロンサールの前途洋々たる外交的な職歴は、しかしながら、不治の難聴に見舞われたことにより、突然の中断を余儀なくされた。そこで彼は、学問に生涯を捧げることを決意した。彼は学び舎として既に面識のあったドラが学長とギリシャ語教授を務めているコレージュ・ド・コクレを選んだ。ジャン＝アントワーヌ・ド・バイフがロンサールに追随し、間もなくそこにジョアシャン・デュ・ベレーも加わった。この時期の同窓生に、マルク＝アントワーヌ・ミュレもいた。彼は後にフランス悲劇の誕生に際し、重要な役割を果たすことになる。
ロンサールの勉学期間は7年に及んだ。古典ギリシャ・ラテン文学の根源の摂取を賞賛する、その文学的新潮流の最初の宣言「フランス語の擁護と顕揚」（1549年）は、友人デュ・ベレーにより執筆されたものである。この時プレイヤード派が実質的に産声を上げたといえる。ロンサールは、少し遅れて、処女作『オード』四部集（1550年）を公刊した。1552年には、『恋愛詩集』と同時に『オード』第五部が出版された。これらの作品集は、フランス文学界に真の論争を巻き起こした。歴史はその時存在していた論敵や批判者を描き出している。マロ派（クレマン・マロの影響を受けた一派）の首魁メラン・ド・サン＝ジュレは、国王の前でロンサールの詩を詠み上げる時に、こき下ろす目的で滑稽に詠んだ。しかしある時、王妹マルグリット（後のサヴォイア公妃）が、メランの手から詩集を取り上げ、詩本来の素晴らしさを活かして詠み上げた。詠み終わると、その詩に魅せられた大広間からは、割れんばかりの拍手喝采が沸き起こった。ロンサールが詩人として受け入れられたのである。
以下に彼のオードの一部を紹介する。
| 『ベルリの泉へ贈るオード』【前半】 | 【後半】 |
| --- | --- |
| おお ベルリの泉よ、 めでたい泉よ。 なれを愛するニンフらは、 流れの縁に追い迫る サチロのがれて、 くろ深く 水にかくれる。 なれはわが古里の とわなるニンフ。 されば、このみどりの牧に、 みよ、なれに詩人はおくる、 乳のみごの幼いひたい 双ながら 角ぐむ山羊を。 夏はなが草にまどろみ、 いこいては、青き柳の 葉がくれに、綴る歌ぐさ。 わが歌にとこしえなれと、 ながほまれ、世にも伝えて、 のちびとの 記憶にしるす。 | 真夏日の炎もやかぬ さみどりのなれが岸辺は、 くまもなく陰はこければ、 囲い地に羊おきくる まきびとや、鋤にうみたる 牛や、また 家畜おちこち。 げになれこそ とわに泉の女王なれ、 わがほぎうたがことほがば。 さざめき立ちて湧く水の 音しわがれてながれゆき、 岩をうがちて たばしるを。 |

| 『マリーへ贈るソネ』【前半】 | 【後半】 |
| --- | --- |
| ま盛に、わが手が摘みし 花束を、君におくらん。 この夕、摘まざりしなば、 あすははや、散りてありなん。 君がよき鏡にてこそ。 咲き匂うながかおばせも、 露の間に、ありて散りなん、 咲く花のとく枯るるごと。 | 時はゆく、いな時ならで、 よきひとよ、 ゆくは我らぞ。 とくゆきて墓に埋もれん。 世のひとの語ろう恋も、 時去らば語るひとなし、 花の間に愛したまいね。 |

その栄光は急激で計り知れないものであった。大衆におもねる必要は全くなかった。1555年から1556年には、サヴォイア公妃マルグリットに捧げた『賛歌』を出版した。彼は1556年に『恋愛詩集』を完成させた。伝説では1560年にフランソワ2世と結婚したメアリー・スチュアートの要請で全集を編纂したという。1565年には、興味深い『フランス詩法の抜粋』と同時に『哀歌、仮面舞踏会、牧歌』を出版した。
1560年前後にはフランス王は目まぐるしく替わったが、ロンサールの立場が悪くなることはなかった。フランソワ2世の後に即位したシャルル9世もロンサールに魅せられた。こうした重用には、いささか負の効果もあった。シャルル9世の求めに応じた書『フランシアード』は、ロンサールのそれ以外の作品と等価なものではない。シャルル9世に撰ばれたのは、惜しむべきことにアレクサンドラン（1行12音綴）よりも1行10音綴の詩だったのである。
シャルル9世の死後も、ロンサールの宮廷での厚遇に変化はなかったようである。しかし、病状が悪化していた彼は、晩年を宮廷外で過ごすことを選んだ。彼は、ヴァンドームの自分の家や、そこから遠くないクロワ＝ヴァル修道院に滞在した。またコレージュ・ド・ボンクールの学者ジャン・ガランの招きでパリにも滞在したことがあった。彼は恐らくフォーブール・サン＝マルセルにも自宅を持っていた。
ロンサールは多くの友に先立たれ、自身の病気は悪化していったので、その晩年は十分に悲劇的なものだったといえる。エリザベス1世を含む外国の君主たちは、彼に贈り物をすることがあった。
病状にもかかわらず、ロンサールの創作はなおも優れた水準を保ち、晩年の作品のいずれをとっても傑作であった。フランソワ・ラス・ド・ヌーは、ロンサールに対抗する詩篇を執筆している。
1585年12月27日、ロンサールはトゥールのサン＝コーム教会に葬られた。

## 書誌
- 『オード Odes』（1550-1552年）
- 『恋愛詩集 Les Amours』（1552年）
- 『王家の木立ち Le bocage royal』（1554年）
- 『続恋愛詩集 Continuation des Amours』（1555-1556年）
- 『賛歌 Les Hymnes』（1555-1556年）
- 『バックス賛歌 Hymne de Bacus』（1555年）（ドラとの共著）
- 『時代の悲惨に関する言説 Discours sur les misères du temps』（1562年）
- 『哀歌、仮面舞踏会、牧歌 Eligies, Mascarades et Bergerie』（1565年）
- 『フランス詩法の抜粋 Abrégé de l'art poétique français』（1565年）
- 『フランシアードLa Franciade』（1572年）